# حرب الكارجيل
كانت حرب الكارجيل، والتي تُعرف أيضًا بنزاع كارجيل، صراعًا مسلحًا بين الهند وباكستان وقع بين مايو ويوليو 1999 في منطقة كارجيل التابعة لإقليم كشمير وفي مناطق أخرى على طول خط السيطرة. في الهند، يشار إلى الصراع أيضًا بعملية فيجاي التي كانت
اسم العملية الهندية لتطهير قطاع كارجيل. كان دور القوات الجوية الهندية في العمل بالاشتراك مع القوات البرية للجيش الهندي خلال الحرب يهدف إلى طرد القوات النظامية وغير النظامية من الجيش الباكستاني من المواقع الهندية التي أُخليت في قطاع كارجيل على طول خط السيطرة. مُنحت هذه العملية بالتحديد الاسم الحركي عملية صفد ساجار (عملية البحر الأبيض).
كان سبب الحرب تسلل جنود باكستانيين متنكرين في زي مقاتلين كشميريين إلى مواقع على الجانب الهندي من خط السيطرة الذي يُعد بمثابة حدود الأمر الواقع بين الدولتين. خلال المراحل الأولى من الحرب، ألقت باكستان بكامل اللوم في القتال على المتمردين الكشميريين المستقلين، إلا أن الوثائق التي خلّفتها خسائر وبيانات لاحقة لرئيس الوزراء الباكستاني ورئيس أركان الجيش أظهرت تورط القوات شبه العسكرية الباكستانية، بقيادة اللواء أشرف راشيد. استعاد الجيش الهندي، الذي دُعم لاحقًا من قبل سلاح الجو الهندي، غالبية المواقع على الجانب الهندي من خط السيطرة الذي تسللت إليه القوات والمسلحون الباكستانيون. مع مواجهتها لمعارضة دبلوماسية دولية، انسحبت القوات الباكستانية من المواقع الهندية المتبقية على طول خط السيطرة.
كانت الحرب المثال الأحدث عن حروب الارتفاعات العالية في التضاريس الجبلية، وبذلك شكلت مشكلاتٍ لوجستية للأطراف المتحاربة. وهي أيضًا المثال الوحيد عن الحرب التقليدية المباشرة بين الدول النووية (أي تلك التي تمتلك أسلحةً نووية). أجرت الهند أول اختبار ناجح لها في عام 1974، وأجرت باكستان، التي كانت تطور قدراتها النووية سرًا منذ الفترة ذاتها تقريبًا، أولى تجاربها المعروفة عام 1998، بعد أسبوعين فقط من سلسلة ثانية من التجارب التي قامت بها الهند.

## الموقع
قبل تقسيم الهند في عام 1947، كانت كارجيل تعلقةً لإقليم لداخ، منطقة ذات كثافة سكانية منخفضة مع جماعات لغوية وإثنية ودينية متنوعة كانت تعيش في وديان منعزلة يفصل بينها مجموعة من أعلى الجبال في العالم. انتهت الحرب الهندية الباكستانية 1947-1948 مع خط السيطرة الذي يقسم إقليم لاداخ، فذهبت تعلقة سكاردو إلى باكستان (الآن جزء من جيلجيت بالتستان). بعد هزيمة باكستان في الحرب الهندية الباكستانية عام 1971، وقّعت الدولتان على اتفاقية شيملا وتعهدتا بعدم الدخول في نزاع مسلح في ما يتعلق بتلك الحدود.
تقع بلدة كارجيل على بعد 205 كم (127 ميل) من سريناغار، في مواجهة المناطق الشمالية على طول خط السيطرة. شأنها شان باقي المناطق في الهيمالايا، تمتلك كارجيل مناخًا قاريًا. الصيف دافئ مع ليالٍ شديدة البرودة، في حين يكون الشتاء طويلًا وباردًا مع انخفاض درجات الحرارة في كثير من الأحيان إلى -48 درجة مئوية ( -54 درجة فهرنهايت).
يربط سريناجار بمدينة ليه طريق سريع وطني (إن أتش 1) يمر عبر كارجيل. تمتد المنطقة التي شهدت التسلل والقتال على طول 160 كيلومترًا (100 ميل) من التلال المطلة على هذا الطريق الوحيد الذي يربط سريناجار وليه. كانت المواقع العسكرية على التلال فوق الطريق بارتفاع حوالي 5000 م (16000 قدم) على وجه الإجمال، ويصل ارتفاع بعضها إلى 5,485 م (18000 قدم). بصرف النظر عن عاصمة المقاطعة، كارجيل، شملت المناطق المأهولة بالقرب من خط المواجهة في النزاع وادي موشكو وبلدة دارس، جنوب غرب كارجيل، بالإضافة إلى قطاع باتاليك ومناطق أخرى، شمال شرق كارجيل.
استُهدفت كارجيل جزئيًا لأن التضاريس كانت ملائمة للاستيلاء الاستباقي على العديد من المواقع العسكرية غير المأهولة. يتمتع المدافع عن الأرض المرتفعة بمزايا تشبه مزايا القلعة مع ميزات محورية تكتيكيًا ومواقع دفاعية جيدة الإعداد فوق القمم. يتطلب أي هجوم لطرد المدافع من أرض مرتفعة في الحروب الجبلية نسبةً من المهاجمين تفوق بكثير نسبة المدافعين، وتتفاقم الصعوبات بسبب الارتفاعات العالية ودرجات الحرارة المتجمدة.
تقع كارجيل على بعد 173 كم (107 ميل) فقط من بلدة سكارو التي تسيطر عليها باكستان، والتي كانت قادرةً على تقديم الدعم اللوجستي والمدفعي للمقاتلين الباكستانيين. هناك طريق بين كارجيل وسكاردو أُغلق في عام 1949.

## الخلفية
بعد الحرب الهندية الباكستانية عام 1971، كانت هناك فترة طويلة مع عدد قليل نسبيًا من النزاعات العسكرية المسلحة المباشرة التي شملت القوات العسكرية للجارتين، على الرغم من جهود البلدين للسيطرة على نهر سياشين الجليدي من خلال إنشاء مواقع عسكرية على التلال الجبلية المحيطة والمناوشات العسكرية التي وقعت في الثمانينيات من القرن العشرين. ومع ذلك، خلال تسعينيات القرن العشرين، تصاعد التوتر والصراع بسبب الأنشطة الانفصالية في كشمير، التي كان بعضها يتلقى الدعم من باكستان، وأفضى كذلك إجراء البلدين لتجارب نووية عام 1998 إلى أجواء حرب متعاظمة. في محاولة لنزع فتيل الأزمة، وقّع البلدان على إعلان لاهور في فبراير 1999، ووعد بتقديم حل سلمي وثنائي للنزاع في كشمير.
خلال شتاء عامي 1998-1999، كانت بعض عناصر القوات المسلحة الباكستانية تتدرب سرًا وتُرسل قواتٍ باكستانية وقوات شبه عسكرية، ويزعم البعض أنهم كانوا تحت ستار المجاهدين، إلى أراض على الجانب الهندي من خط السيطرة. حمل التسلل الاسم الحركي «العملية بدر»، وكانت تهدف إلى قطع الصلة بين كشمير ولداخ، وجعل القوات الهندية تنسحب من نهر سياشين الجليدي، الأمر الذي سيجبر الهند على التفاوض من أجل تسوية النزاع الأوسع حول كشمير. اعتقدت باكستان أيضًا أن أي توتر في الإقليم سيؤدي إلى تدويل قضية كشمير، مما سيساعدها على تأمين حل سريع. ربما كان هناك هدف آخر هو رفع معنويات التمرد الذي استمر لعقد في جامو وكشمير من خلال القيام بدور استباقي.
أكد الفريق الباكستاني شهيد عزيز، والذي كان حينها رئيس جناح التحليل في وكالة الاستخبارات الباكستانية، أنه لم يكن هناك مجاهدون بل فقط جنود من الجيش الباكستاني النظامي شاركوا في حرب كارجيل. كتب الفريق عزيز في مقاله في صحيفة ذا نيشن اليومية في يناير 2013 «لم يكن ثمة مجاهدون، فقط رسائل لاسلكية مسجَّلة لم تخدع أحدًا. أُجبر جنودنا على احتلال التلال بأسلحة وذخائر يد».
تكهّن بعض الكتّاب أن هدف العملية كان ربما أيضًا الانتقام لعملية ميغدوت التي نفّذتها الهند في عام 1984 والتي استولت فيها على الجزء الأكبر من نهر سياشين. وفقًا لفيد براكاش ماليك الذي كان آنذاك قائد الجيش الهندي، والعديد من العلماء، جرى تخطيط للعملية، بما فيه بناء طرق الإمداد اللوجستي، في وقت أبكر بكثير. في عدة مناسبات خلال ثمانينيات وتسعينيات القرن العشرين، قدم الجيش للقادة الباكستانيين (ضياء الحق وبونازير بوتو) مقترحاتٍ مماثلة للتسلل إلى منطقة كارجيل، ولكن الخطط أُجّلت خشيةً من جر الدول إلى حرب شاملة. يعتقد بعض المحللين أن مخطط الهجوم أعيد تنشيطه بعد وقت قصير من تعيين برويز مشرف رئيسًا لأركان الجيش في أكتوبر 1998. بعد الحرب، ادعى نواز شريف، رئيس وزراء باكستان خلال نزاع كارجيل، أنه لم يكن على علم بالخطط وأنه علم للمرة الأولى بالأوضاع عندما تلقّى مكالمة هاتفيةً عاجلة من أتال بيهاري فاجبايي، نظيره في الهند.